# O Negócio É o Seguinte
O Negócio é o Seguinte é o vigésimo episódio da segunda temporada da série de televisão brasileira de comédia Os Caras de Pau, sendo exibido originalmente na tarde de 21 de Agosto de 2011 pela Rede Globo.
Com redação final de Chico Soares e Marcius Melhem, direção geral de Marcio Trigo e direção de núcleo de Marcos Paulo, o episódio conta com a participação da atriz Alexandra Richter, que fez parte do elenco regular na segunda temporada da série.
Em sua exibição original, de acordo com a mediação do Instituto Brasileiro de Opinião Pública e Estatística para a Grande São Paulo, o episódio registrou uma média de 17 pontos, índice que representa cerca de 990 mil domicílios, sendo assim o episódio mais assistido desde dezembro de 2009.

## Enredo
Pedrão (interpretado por Marcius Melhem), Jorginho (interpretado por Leandro Hassum) e Babi (interpretada por Alexandra Richter) investem em um novo negócio: os telegramas animados. A ideia é bem simples, o cliente que quiser enviar uma mensagem para alguém contrata o trio e eles cantam uma música escolhida e lêem a mensagem da pessoa. Mas eles nem imaginam que o novo trabalho pode causar uma reação negativa nas pessoas.
Na segunda esquete, Pedrão acredita que Jorginho está fazendo dieta, mas se depara com diversas guloseimas no armário do amigo. Na intenção de dar um susto, ele se esconde dentro, mas acaba pegando no sono. Enquanto isso, na intenção de se livrar das tentações gastronômicas, Jorginho resolve doar o móvel para a vizinha. O problema é que o marido da moça é muito ciumento e se ele encontrar Pedrão dentro do armário, não vai nem querer ouvir explicações. Os amigos vão precisar correr contra o tempo para tirar Pedrão do armário antes que ele seja descoberto.

## Recepção

### Audiência
Em sua exibição original, na tarde de 21 de Agosto de 2011, um domingo, o episódio foi assistido por cerca de 990,012 domicílios na Região Metropolitana de São Paulo, de acordo com na mediação do Instituto Brasileiro de Opinião Pública e Estatística, e registrou uma média de dezessete pontos, sendo considerada elevada para o seu horário de exibição (13h—14h). Foi o quarto programa mais assistido da televisão brasileira naquele domingo, e ficou entre os trinta programas mais assistidos no final de semana.